# Schloss Peterfecking

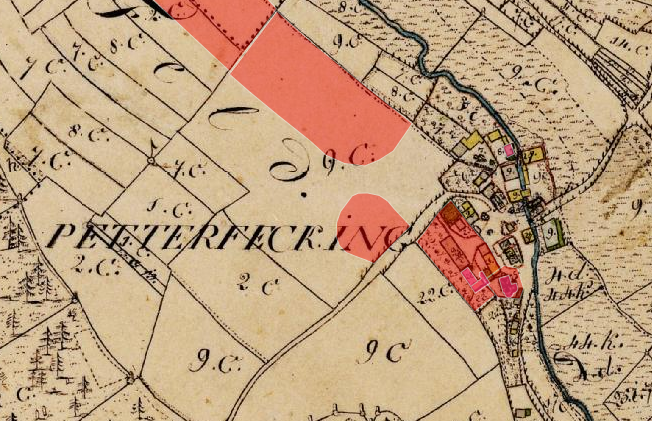
Lageplan von Schloss Peterfecking auf dem Urkataster von Bayern

Das nur mehr in wenigen Resten erhaltene Schloss Peterfecking befindet sich in dem gleichnamigen Peterfecking, heute ein Ortsteil der Gemeinde Saal an der Donau im niederbayerischen Landkreis Kelheim. Die baulichen Reste des Schlosses sind 20 m nordwestlich der Ortskirche St. Andreas zu finden und sind unter der Denkmalnummer D-2-7137-0307 als Bodendenkmäler im BayernAtlas eingetragen, sie werden als „untertägige Befunde im Bereich des ehem. frühneuzeitlichen Schlosses in Peterfecking, zuvor mittelalterliche Burg“ beschrieben. 

## Beschreibung
Die Wehranlage stand 10 m oberhalb des Tales des Feckinger Bachs bei der Dorfkirche St. Andreas; diese dürfte die Burgkapelle gewesen sein. Erhalten sind unmittelbar südlich der Peterfeckinger Gastwirtschaft (heute „Gasthaus zum goldenen Reither“) ein 4 m langes und 2 m hohes Teilstück der früheren Umfassungsmauer sowie zwei vermauerte Durchgänge im Keller des Gasthauses. 1737 wird es noch als „gemauertes Schlössl, alias Sitz“ beschrieben. 
Nahe der Burg kreuzten sich zwei wichtige Altstraßen, die eine führte von Regensburg über Abbach nach Neustadt an der Donau, die andere war eine Hochstraße, die vom Naabtal her kommend die Donau bei Saal kreuzte und nach Landshut verlief. 

## Geschichte
Ein hiesiger Ortsadel wird sehr früh genannt, ca. 1099/1105 schenkt ein „vir“ Reginhard von Fecking an das Kloster Obermünster in Regensburg ein Mädchen namens Gatton, welches pro Jahr fünf Denare geben soll. Um 1103/04 verschenken derselbe Reginhard und ein Macili einen Knecht als Censuale an das Kloster Weltenburg. Ein Alben von Fecking und sein Sohn Karl geben 1160 eine Schenkung an das Kloster St. Emmeram. Er und sein Bruder Gottschalk werden zwischen 1120 und 1160 als Inhaber des Hofamtes eines Schenken des Klosters St. Emmeram genannt. Diese Herren von Fecking werden letztmals um 1185 als Ministeriale des Klosters genannt. 
Ab 1336 ist hier das Geschlecht der Saller nachgewiesen, die als Ministeriale der Abensberger angesehen werden. Genannt werden ein Friedrich der Saller (1304), Ulrich Saller (1306, 1326) und Weymar der Saller (1324).  Ein Heinrich Saller verheiratet sich ca. 1328 mit Siguna, der Erbin von Meilenhofen. 1336 verkauft Berchthold der Saller zu Meilenhofen dem Regensburger Katharinenspital seinen Besitz zu Peterfecking; dieser Kauf dürfte aber wieder rückgängig gemacht worden sein, denn In der Folge treten die Saller bei verschiedenen Verkäufen von Höfen in Erscheinung, der Letzte ist Mathias „der Sallär zu Vekking“, der seinen Anteil an dem Gut von Meilenhofen verkauft.  
Peterfecking wird erstmals 1464 als Hofmark beschrieben, zu dieser gehörte auch ein „Sitz“, d. h. eine Burganlage. 1476 erscheint hier der „veste Thomas Ried von Schellnbach zu Peterfecking“, ihm folgt sein Sohn Siegmund Ried. 1551 folgt ein Hans Lorenz Trautzkircher, der auf Kapfelberg ansässig ist, auf Peterfecking. 1597 wird hier Georg Präntl genannt von Irnsing genannt. 1606 ist hier Anna Maria Trautzkirchner, eine geborene Präntl. Ihr folgt 1636 ihr Sohn Wolf Bernhard Präntl von Irnsing auf Hienheim und Peterfecking. In der Folge tritt ein häufiger Besitzerwechsel auf, bis der Besitz 1731 an das Reichsstift Niedermünster verkauft wird. Hier verbleibt es bis zur Säkularisation von 1803, danach werden die Besitztümer von Staat Bayern an Private verkauft.